# 星降る夜に (東京スカパラダイスオーケストラの曲)
「星降る夜に」（ほしふるよるに）は、東京スカパラダイスオーケストラ30枚目のシングル。2006年5月10日発売。発売元はcutting edge。

## 解説
- 「星降る夜に」は、歌モノ・シングル3部作の第3弾。ゲストボーカルは甲本ヒロト[2][3]。
- 初回盤は紙ジャケット限定仕様[2][3]。
- ミュージック・ビデオが制作されており、監督は川村ケンスケが担当。

## 収録曲
- 全編曲：東京スカパラダイスオーケストラ

1. 星降る夜に (4:16)
作詞：谷中敦、作曲：NARGO
2. My Baby Rooster (5:11)
作曲：NARGO
3. 道 (5:00)
作曲：GAMO
4. 星降る夜に -Instrumental- (4:15)

## 収録アルバム
星降る夜に
- 『WILD PEACE』（2005年7月6日） ※Album Mix
- 『BEST OF TOKYO SKA 1998-2007』（2007年3月21日）
- 『The Last』（2015年3月4日）
- 『TOKYO SKA TREASURES 〜ベスト・オブ・東京スカパラダイスオーケストラ〜』（2020年3月18日）
- 『NO BORDER HITS 2025→2001 〜ベスト・オブ・東京スカパラダイスオーケストラ〜』（2025年3月19日）

道
- ベスト『TOKYO SKA TREASURES 〜ベスト・オブ・東京スカパラダイスオーケストラ〜』（2020年3月18日） - ファンクラブ限定盤のみ